# Hair Love
Pour plus de détails, voir Fiche technique et Distribution.
Hair Love est un court métrage d'animation américain de 2019, réalisé et écrit par Matthew A. Cherry (en) et coproduit avec Karen Rupert Toliver. 
Hair Love a pu être réalisé grâce aux 200 000 dollars remportés par une campagne de financement participatif en 2017. Le film de six minutes raconte l'histoire de Stephen, un père afro-américain, qui apprend à coiffer pour la première fois les cheveux de sa fille, Zuri. A la fin de l'animation, ceux-ci vont rendre visite à la mère Angela qui est hospitalisé et qui a perdu ses cheveux à la suite d'un traitement.
À partir d'août 2019, le court métrage est diffusé avant la projection d'Angry Birds : Copains comme cochons puis il est publié sur YouTube le 5 décembre 2019.

## Distinction
- Oscars 2020 : Meilleur court métrage d'animation